# 몰디브 주재 외국공관 목록

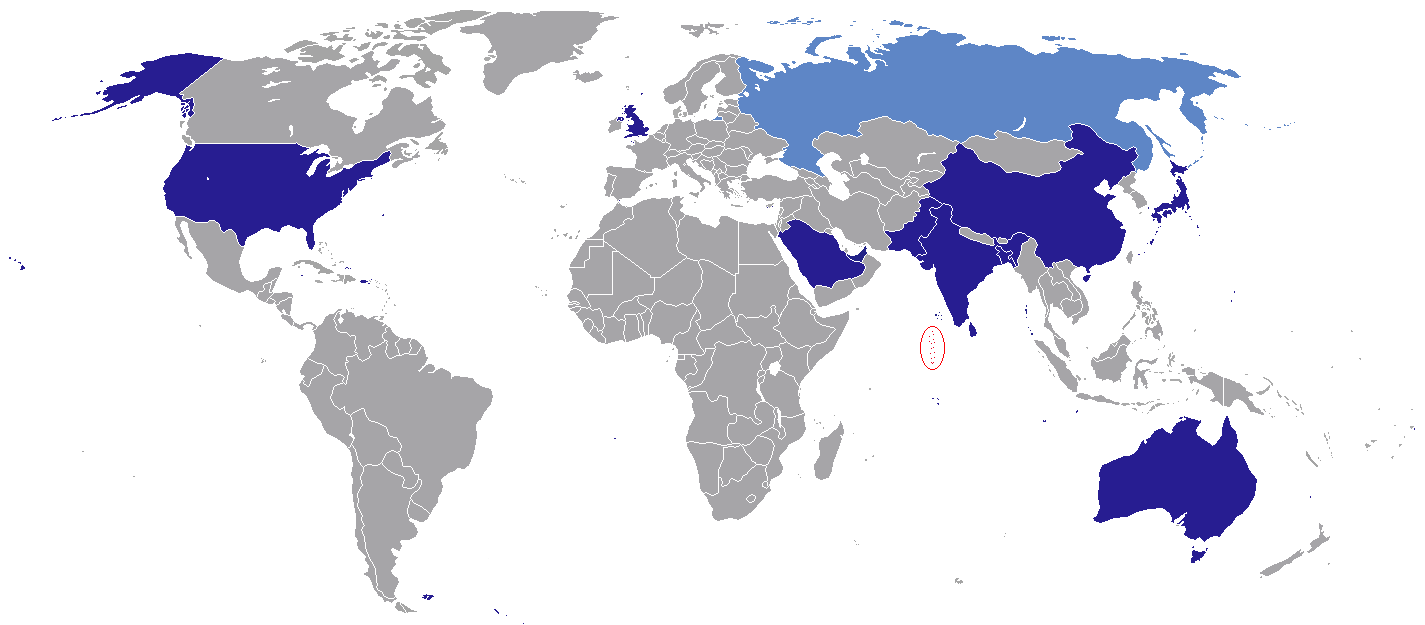
몰디브에 상주하고 있는 외국공관들

몰디브 주재 외국공관 목록은 몰디브에 주재하는 외국공관(대사관 및 고등판무관 사무소)과 함께 몰디브와 외교 관계는 수립했으나, 몰디브에 공관을 설치하지 않은 국가에 대해 다룬다. 현재 말레에 외교 공관을 설치한 국가는 7개국이다.

## 대사관 및 고등판무관 사무소
말레
| - 방글라데시 (고등판무관 사무소) - 중국 (대사관) - 인도 (고등판무관 사무소) - 일본 (대사관) - 파키스탄 (고등판무관 사무소) - 사우디아라비아 (대사관) - 스리랑카 (고등판무관 사무소) - 영국 (고등판무관 사무소) - 아랍에미리트 (대사관) |

## 비상주공관
다음 국가들은 몰디브와 외교 관계는 수립하였으나, 몰디브에 대사관 또는 고등판무관 사무소를 설치하지 않은 국가들이다. 옆에 병기한 지역에 설치된 공관에서 주 몰디브 대사관(또는 고등판무관 사무소)을 겸임한다. 다만, 지역을 명시하지 않은 해당 도시는 뉴델리를 의미한다.
| - 알제리 - 오스트레일리아 (콜롬보) - 오스트리아 - 벨기에 - 부탄 (다카) - 브라질 - 브루나이 (싱가포르) - 캐나다 (콜롬보) - 칠레 - 콜롬비아 - 쿠바 (콜롬보) - 키프로스 - 체코 - 덴마크 - 이집트 (콜롬보) - 유럽 연합 (콜롬보) - 핀란드 - 프랑스 (콜롬보) - 독일 (콜롬보) - 가나 - 그리스 - 기니 (테헤란) - 헝가리 - 인도네시아 (콜롬보) - 이란 (콜롬보) - 이라크 - 이탈리아 (콜롬보) - 요르단 (이슬라마바드) - 조선민주주의인민공화국 - 대한민국 (콜롬보) - 쿠웨이트 (콜롬보) - 리비아 (이슬라마바드) - 말레이시아 (콜롬보) - 몰타 (발레타) | - 모리셔스 - 멕시코 - 몽골 - 미얀마 (콜롬보) - 네팔 (콜롬보) - 네덜란드 (콜롬보) - 뉴질랜드 (싱가포르) - 나이지리아 (이슬라마바드) - 노르웨이 (콜롬보) - 팔레스타인 (콜롬보) - 페루 - 폴란드 - 필리핀 (다카) - 포르투갈 (이슬라마바드) - 카타르 - 루마니아 - 러시아 (콜롬보) - 시에라리온 (아부다비 - 세르비아 - 싱가포르 - 슬로바키아 - 남아프리카 공화국 - 스페인 - 스웨덴 - 스위스 (콜롬보) - 시리아 - 태국 (콜롬보) - 튀니지 - 튀르키예 - 아랍에미리트 (콜롬보) - 영국 (콜롬보) - 미국 (콜롬보) - 베트남 - 예멘 (이슬라마바드) |

## 같이 보기
- 몰디브의 재외공관 목록